# SPA 6A
Az SPA 6A egy olasz gyártmányú repülőgépmotor volt az első világháború korából. Vízhűtéses, hathengeres soros motor, amely 164 kW (220 LE) teljesítményre volt képes.

## Alkalmazása
- Ansaldo A.1 Balilla
- Ansaldo S.V.A.
- Breda A.2
- Breda A.3
- Breda A.9
- CANT 7ter
- SIAI S.50

## Műszaki adatok
- Típus: soros hathengeres benzinüzemű dugattyús motor
- Furat: 135 mm
- Löket: 170 mm
- Szelepmechanizmus: hengerenként két szelep
- Üzemanyagrendszer: iker zenith karburátor
- Hűtőrendszer: vízhűtéses
- Maximális teljesítmény: 164 kW (220 LE) 1600 fordulatszámon

## Fordítás
- Ez a szócikk részben vagy egészben  a   SPA 6A című angol Wikipédia-szócikk ezen változatának fordításán alapul.  Az eredeti cikk szerkesztőit annak laptörténete sorolja fel. Ez a jelzés csupán a megfogalmazás eredetét és a szerzői jogokat jelzi, nem szolgál a cikkben szereplő információk forrásmegjelöléseként.